# 渾水 (財經專欄作者)
渾水，本名黃兆祺（英語：Wong Siu Ki，1991年3月20日－），香港財經專欄作者、評論家及演員。

## 生涯
渾水於荃灣保良局李城璧中學畢業。2014年，渾水於香港中文大學聯合書院畢業，取得經濟學學士學位，畢業後進入投資銀行工作 ，包括法國巴黎銀行。及後投資股票市場獲利後，便辭掉工作，開始全職炒股票。2015年12月至2018年12月，他出任家夢控股（壹家壹品）執行董事，成為香港最年輕的上市公司執行董事。2021年6月起至2023年12月4日，任職彌明生活百貨非執行董事。
2017年，渾水寫了第一本書《殼股財技》。
2020年8月10日，壹傳媒創辦人黎智英被捕，香港警務處國家安全處搜查壹傳媒大樓，導致壹傳媒股價急跌百分之16。曾於壹傳媒旗下《蘋果日報》撰寫財經專欄多年的渾水，當天中午在其Facebook專頁表示自己在股價0.078港元的低位時買入122萬股壹傳媒股票，成本價9.5萬港元，又分享買入的截圖，形容自己的舉動是「非理性決定」，「純粹是共存亡」，他表示會將獲利捐出幫助香港中文大學的學生，他又指，自己保留一手股票，「希望做你們（壹傳媒）永遠的股東」。
2020年12月8日，渾水出席香港電台節目《視點31》時，指要「先禮後兵」，向新民黨主席葉劉淑儀送上小菊花，又大讚葉劉「對腳好修長」，而葉劉則回禮一本《財富》雜誌。網上作家葉朗程此前在Facebook表示若渾水在節目中對葉太說「我覺得你對腳真係好靚」（我覺得你雙腳很美），便會捐出1萬元到渾水指定的慈善基金或傳媒機構。節目翌日，葉朗程在Facebook指會捐出20339元到渾水指定的精神健康基金會，有網民抽水稱「渾水摸儀」、「支持人善腳美」。
2021年2月25日，資深傳媒人蕭若元在 Clubhouse 和 YouTube 表示「香港電影工業無前途」，復甦至 80 年代光景機會為 0，引來創作人游學修拍片反駁，並指會持續嘗試走出一條新路。活躍社交平台的財經專欄作家及投資者渾水在 Facebook 表示，看完兩人的影片，更加相信道理在游學修一邊，希望他能夠「為我們這個世代出一口氣」，並願意無條件拿出十五萬港元給對方開戲。
他於2021年從香港中文大學研究院畢業，取得哲學碩士學位。

## 著作
- 《殼股財技》
- 《財經演員的自我修養》
- 《暗黑金融學》
- 《富巴打，窮巴打》
- 《無語金融話十年》
- 《金融斜槓的日常觀察》

## 演出

### 電視節目（ViuTV）
- 2021年：《夕陽新丁》 主持

### 劇集
| 首播   | 劇名               | 角色   |
| ViuTV  |                    |        |
| 2025年 | 弊傢伙！我要去祓魔 | 驗眼師 |

## 外部連結
- 渾水的Facebook專頁
- YouTube上的渾水頻道
- 渾水的Instagram帳戶